# Antonín Fiala
Antonín Fiala (1. ledna 1902 Bohdalín – 13. září 1972 Ostrava) byl český a československý politik Československé strany socialistické a poslanec Národního shromáždění ČSR, Národního shromáždění ČSSR a Sněmovny lidu Federálního shromáždění.

## Biografie
V roce 1948 se zmiňuje jako dělník a tajemník KOR, bytem Ostrava. K roku 1954 se profesně uvádí jako předseda Krajského výboru Obránců míru, tajemník Krajské odborové rady a nositel Československé ceny míru. K roku 1964 jako místopředseda Ústředního výboru Československé strany socialistické.
Po únorovém převratu v roce 1948 patřil k frakci tehdejší národně socialistické strany loajální vůči Komunistické straně Československa, která v národně socialistické straně převzala moc a proměnila ji na Československou socialistickou stranu coby spojence komunistického režimu. Ve volbách do Národního shromáždění roku 1948 byl zvolen do Národního shromáždění za ČSS ve volebním kraji Ostrava a stal se místopředsedou Národního shromáždění. Mandát získal i ve volbách v roce 1954 (volební obvod Bílovec), přičemž setrval na postu místopředsedy parlamentu, ve volbách v roce 1960 (nyní již jako poslanec Národního shromáždění ČSSR za Severomoravský kraj, opětovně zvolen místopředsedou Národního shromáždění) a ve volbách v roce 1964. Podílel se na projednávání nové ústavy ČSSR z roku 1960. V Národním shromáždění zasedal až do konce jeho funkčního období v roce 1968.
Po federalizaci Československa usedl roku 1969 do Sněmovny lidu Federálního shromáždění, kde setrval do konce volebního období, tedy do voleb v roce 1971. Zemřel v 13. září 1972 v Ostravě.